# Canton de Woippy
Le canton de Woippy est une ancienne division administrative française qui était située dans le département de la Moselle et la région Lorraine.

## Géographie
Ce canton est organisé autour de Woippy et était situé dans l'arrondissement de Metz-Campagne jusqu'au 31 décembre 2014. Son altitude varie de 160 m (Woippy) à 360 m (Scy-Chazelles) pour une altitude moyenne de 212 m.

## Histoire
Le canton de Woippy a été créé par le décret du 8 août 1967 (division du Canton de Metz-Campagne). Il a été supprimé en 2014.

## Représentation
| Période    | Période               | Identité             | Étiquette         | Qualité |
| ---------- | --------------------- | -------------------- | ----------------- | --- |
| 1967       | 1973                  | Maurice Demange      | UDR               | Maire de Maizières-lès-Metz (1965-1995)                                                                    |
| 1973       | 1988                  | Pierre Herment       | UDR puis app. UDF | Maire du Ban-Saint-Martin (1963-1988)                                                                      |
| 1988       | 2011                  | Jean-Claude Théobald | DVD               | Maire de Moulins-lès-Metz Vice-Président du Conseil Général                                                |
| avril 2011 | août 2011 (démission) | François Grosdidier  | UMP               | Fonctionnaire territorial Sénateur (2011-2020) Député (1993-1997 et 2002-2011) Maire de Woippy (2001-2017) |
| août 2011- | 2015                  | Marie-Louise Kuntz   | UMP               | Chef d'entreprise Adjointe au Maire de Woippy Elue en 2015 dans le Canton de Montigny-lès-Metz             |

## Composition
Le canton de Woippy groupe 8 communes et compte 33 470 habitants (recensement de 2011 sans doubles comptes).
| Communes            | Population (2012) | Code postal | Code Insee |
| ------------------- | ----------------- | ----------- | ---------- |
| Le Ban-Saint-Martin | 4 257             | 57050       | 57049      |
| Longeville-lès-Metz | 3 792             | 57050       | 57412      |
| Lorry-lès-Metz      | 1 550             | 57050       | 57415      |
| La Maxe             | 867               | 57140       | 57452      |
| Moulins-lès-Metz    | 5 105             | 57160       | 57487      |
| Plappeville         | 2 112             | 57050       | 57545      |
| Scy-Chazelles       | 2 708             | 57160       | 57642      |
| Woippy              | 13 079            | 57140       | 57751      |

## Démographie
| 1962   | 1968   | 1975   | 1982   | 1990   | 1999   | 2011   |
| ------ | ------ | ------ | ------ | ------ | ------ | ------ |
| 18 274 | 26 500 | 32 530 | 32 488 | 33 711 | 33 802 | 33 470 |